# Duisi
Duisi (kinesiska: 堆斯, 堆斯乡) är en socken i Kina. Den ligger i den autonoma regionen Tibet, i den sydvästra delen av landet, omkring 120 kilometer sydost om regionhuvudstaden Lhasa.
Genomsnittlig årsnederbörd är 1 034 millimeter. Den regnigaste månaden är juli, med i genomsnitt 237 mm nederbörd, och den torraste är december, med 8 mm nederbörd.